# Baíñas
Baíñas (llamada oficialmente Santo Antoíño de Baíñas) es una parroquia y una aldea española del municipio de Vimianzo, en la provincia de La Coruña, Galicia.

## Entidades de población
Entidades de población que forman parte de la parroquia:
- Cabazas (As Cabazas)
- Baíñas
- Manlle
- Orbellido (O Orbellido)
- Outeiro (O Outeiro)
- Sixto (O Sisto)
- Val (O Val)
- Padreiro de Abajo (Padreiro de Abaixo)
- Padreiro de Arriba
- Rabós
- Santa Comba
- Vilanova
- A Bouza
- A Furaca
- A Gándara

## Demografía

### Parroquia
| Gráfica de evolución demográfica de Baíñas (parroquia) entre 2000 y 2019 |
|                                                                          |
| Datos según el nomenclátor publicado por el INE.                         |

### Aldea
| Gráfica de evolución demográfica de Baíñas (aldea) entre 2000 y 2019 |
|                                                                      |
| Datos según el nomenclátor publicado por el INE.                     |